# Blandford St Mary
Blandford St Mary est une paroisse civile et un village du Dorset, en Angleterre.